# Dennis Holck Petersen
Dennis Holck Lykkebo Petersen (født 1976) er en dansk filminstruktør.
Dennis Holck Petersen er autodidakt filminstruktør. Før spillefilmsdebuten med filmen Det perfekte kup instruerede han bl.a. kortfilmene Kuppet, Lige i dag og  Perker.
Han modtog i 2009 en Danish Music Award for Årets Danske Musikvideo for videoen til rapduoen UFO Yephas "Næh Næh".[kilde mangler]

## Udvalgt filmografi
- Kuppet (kortfilm, 2000)
- Det perfekte kup (2008)